# 九卿一
九卿一（Rho Virginis、ρ Vir、ρ Virginis）是星座室女座中的一顆恆星，拜耳名稱為室女座ρ。它的視星等為 +4.9，這使得從都市地區用肉眼觀看是一個挑戰（根據波特爾暗空分類法）。到這顆恆星的距離是用視差方法直接量測的，這使其118.3光年（36.3秒差距）有大約一光年的誤差範圍。
九卿一是一顆A型主序星，恆星分類為A0V。它的半徑比太陽大60%，質量大約是太陽的兩倍。因此，它以比太陽更高的速度產生能量，光度超過太陽的14倍。外層大氣的有效溫度為8,930 K，這就是它發出A型恆星白色光芒的原因。它被歸類為盾牌座δ型變星，亮度在0.5到2.4小時內變化0.02等。
這顆恆星已被確定為牧夫座λ型星，顯示出鐵峰元素的低豐度。它顯示出紅外發射過量，但尚不清楚這是由星周岩屑盤引起的，還是由恆星穿過並加熱擴散的星際塵埃雲引起的。很可能是前者，在這種情況下，塵埃盤的半徑約為37AU，平均溫度為90K。